# Six Flags Over Texas

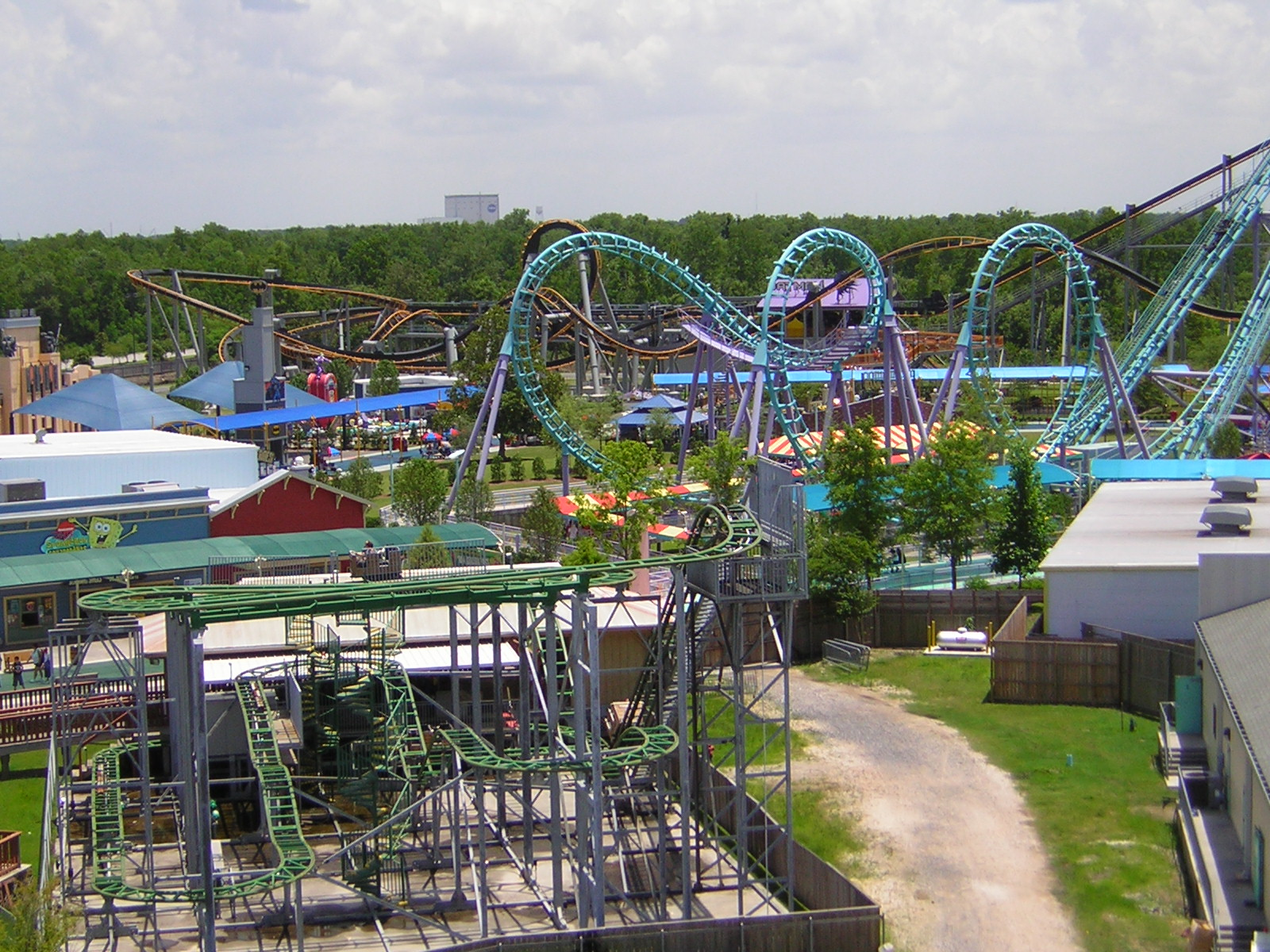
Pohled na park z obřího kola

Six Flags Over Texas je tematický zábavní park umístěný v Arlingtonu v Texasu v USA – přibližně 24 km západně od Dallasu. Jde o nejstarší zábavním parkem v řetězci parků Six Flags, poprvé byl otevřen 1. srpna 1961.
Park není majetkem firmy Six Flags Theme Parks. Svým uspořádáním je podobný parku Six Flags Over Georgia.

## Sekce
- Texas (1961)
- Spain (1961)
- Mexico (1961)
- France (1961)

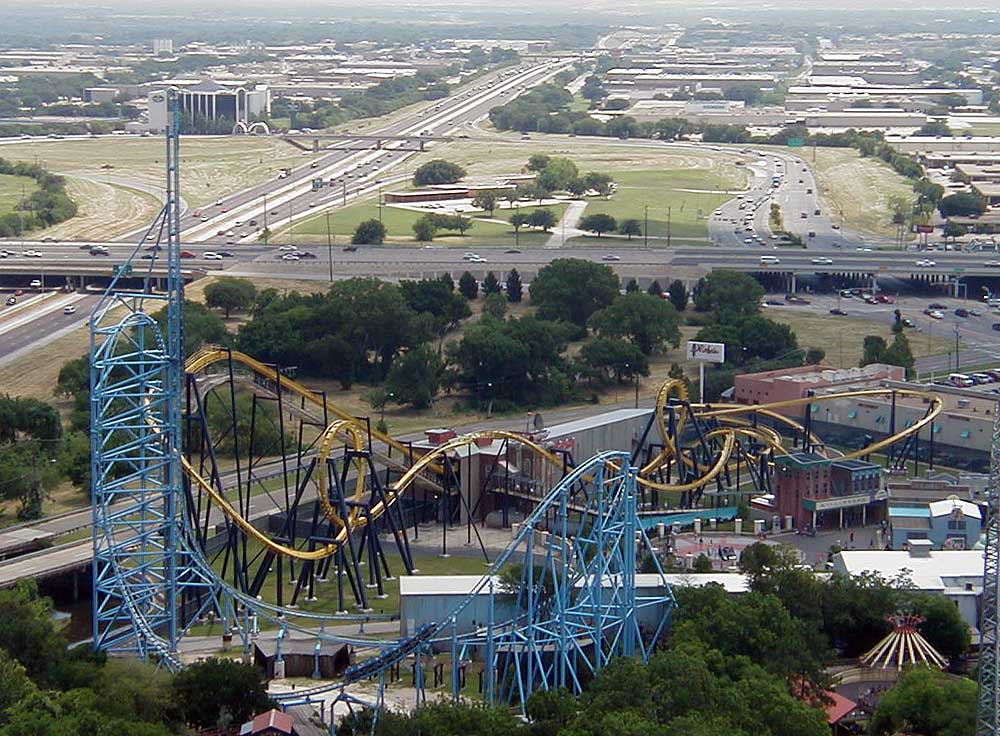
Pohled na část Gotham City

- USA (1961 – původně „Modern section“)
- Old South (1961 – původně „Confederacy“)
- Tower (1969 – pojmenovaný po "Oil Derrick observation tower")
- Boomtown (1963)
- Gotham City (1999)
- Star Mall (1961 – častěji uváděno jako součást Front Gate nebo součást sekce USA)
- Looney Tunes USA (1983 – původně „Pac-Man Land & Looney Tunes Land“)
- Goodtimes Square (1973)

## Rekordy

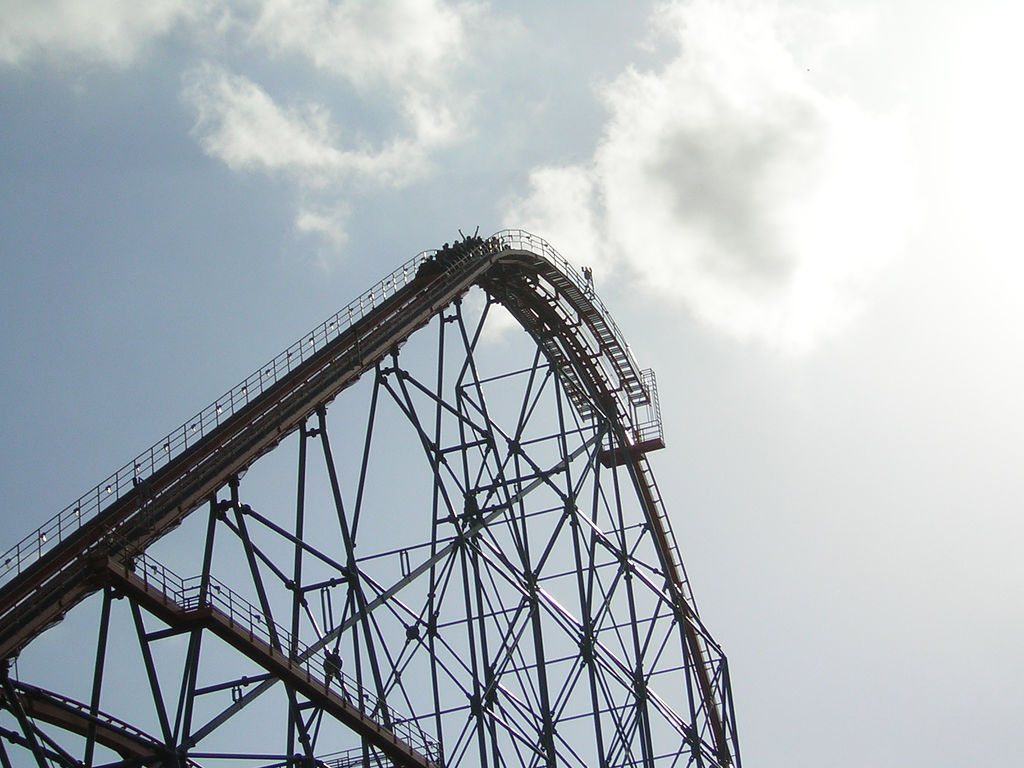
Vrchol horské dráhy Titan

- Nejvyšší horská dráha v Texasu – Titan (64 m)
- Nejrychlejší horská dráha v Texasu – Titan (136 km/h)
- Nejvyšší věž volného pádu typu „Freefall Combo Tower“ na světě – Superman: Tower of Power (81,25 m)

## Ocenění
- Nejlepší dřevěná horská dráha roku 1999 – Texas Giant

## Nehody
- osmadvacetiletá žena z Arkansasu se utopila na vodní atrakci Roaring Rapids.
- V březnu 2006 se atrakce Texas Tornado porouchala a obsluha byla nucena použít záchrannou brzdu, což způsobilo kolizi pěti sedaček ve vysoké rychlosti. Pár návštěvníků utrpělo lehká zranění.